# Gregory Kelly
John Gregory Kelly (ur. 15 lutego 1956 w Le Mars) – amerykański duchowny rzymskokatolicki, w latach 2016–2024 biskup pomocniczy Dallas, biskup Tyler od 2025.

## Życiorys
Święcenia kapłańskie otrzymał 15 maja 1982 i został inkardynowany do diecezji Dallas. Po kilkuletnim stażu wikariuszowskim został kapelanem University of Dallas. W latach 1996–2008 kierował parafią w McKinney, a w kolejnych latach był wikariuszem biskupim ds. duchowieństwa.
16 grudnia 2015 papież Franciszek mianował go biskupem pomocniczym diecezji Dallas oraz biskupem tytularnym Jamestown. Sakry udzielił mu 11 lutego 2016 biskup Kevin Farrell.
20 grudnia 2024 papież mianował go biskupem diecezji Tyler. Ingres do katedry diecezjalnej odbył się 24 lutego 2025. 